# Gamalero
Gamalero és un municipi de 837 habitants situat al territori de la província d'Alessandria, a la regió del Piemont (Itàlia).
Limita amb els municipis de Carentino, Cassine, Castellazzo Bormida, Castelspina, Frascaro, Mombaruzzo i Sezzadio.
Pertanyen al municipi la frazione de San Rocco.